# UN-Statistikkommission
Die UN-Statistikkommission (STATCOM, UN Statistical Commission) ist die Kommission der Vereinten Nationen, die die Arbeit der Statistischen Division der UN (UNSD, UN Statistics Division) überwacht. Die statistische Arbeit der UNO firmiert unter dem Kürzel UNSTATS.

## Mandat
Die UN-Statistikkommission ist eine Fachkommission des UN-Wirtschafts- und Sozialrats (Economic and Social Council), der wiederum ein Organ der UNO ist. Die STATCOM kann somit als das oberste statistische Organ auf Weltebene betrachtet werden. Sie hat das Mandat, als hochrangiges Forum für Beratungen, Wissensaustausch und die die gemeinsame Nutzung von Best Practices im Bereich Statistik und Daten in allen Bereichen zu fungieren.
Die jährliche Sitzung der STATCOM findet jeweils Ende Februar oder Anfang März in New York statt. Die Mitgliedstaaten werden von den Direktoren der nationalen statistischen Ämter vertreten.

## Kommissionsvorsitzende
| Vorsitzender                 | Land                   | von  | bis     |
| ---------------------------- | ---------------------- | ---- | ------- |
| Stuart Arthur Rice           | Vereinigte Staaten     | 1946 | 1946    |
| Herbert Marshall             | Kanada                 | 1947 | 1948    |
| Philip Idenburg              | Niederlande            | 1949 | 1950    |
| Harry Campion                | Vereinigtes Königreich | 1951 | 1953    |
| Prasanta Chandra Mahalanobis | Indien                 | 1954 | 1957    |
| George Wood                  | Neuseeland             | 1958 | 1959    |
| Donal McCarthy               | Irland                 | 1960 | 1964    |
| Petter Jakob Bjerve          | Norwegen               | 1965 | 1967    |
| Keith Archer                 | Australien             | 1968 | 1969    |
| Jean Ripert                  | Frankreich             | 1970 | 1973    |
| Claus Adolf Moser            | Vereinigtes Königreich | 1974 | 1975    |
| V. R. Rao                    | Indien                 | 1976 | 1978    |
| Mikhail Antonovich Korolev   | Sowjetunion            | 1979 | 1980    |
| Joseph W. Duncan             | Vereinigte Staaten     | 1981 | 1982    |
| Vera Nyitrai                 | Ungarn                 | 1983 | 1984    |
| Tom Linehan                  | Irland                 | 1985 | 1986    |
| Emmanuel Oti Boateng         | Ghana                  | 1987 | 1988    |
| Luis Alberto Beccaria        | Argentinien            | 1989 | 1990    |
| Willem Begeer                | Niederlande            | 1991 | 1993    |
| Jozef Olenski                | Polen                  | 1994 | 1994    |
| Bill McLennan                | Vereinigtes Königreich | 1995 | 1996    |
| Carlos Jarque                | Mexiko                 | 1997 | 1998    |
| Guest Charumbira             | Botswana               | 1999 | 2000    |
| Shigeru Kawasaki             | Japan                  | 2001 | 2001    |
| Tamás Mellár                 | Ungarn                 | 2002 | 2003    |
| Katherine Wallman            | Vereinigte Staaten     | 2004 | 2005    |
| Gilberto Calvillo Vives      | Mexiko                 | 2006 | 2007    |
| Pali Lehohla                 | Südafrika              | 2008 | 2009    |
| Ali bin Mahboob              | Oman                   | 2010 | 2011    |
| Gabriella Vukovich           | Ungarn                 | 2012 | 2013    |
| Jil Matheson                 | Vereinigtes Königreich | 2014 | 2014    |
| John Pullinger               | Vereinigtes Königreich | 2015 | 2015    |
| Wasmália Bivar               | Brasilien              | 2016 | 2017    |
| Zachary Mwangi               | Kenia                  | 2018 | 2019    |
| Shigeru Kawasaki             | Japan                  | 2020 | 2021    |
| Gabriella Vukovich           | Ungarn                 | 2022 | 2023    |
| Georges-Simon Ulrich         | Schweiz                | 2024 | aktuell |
| Quelle:                      |                        |      |         |

## UN-Statistikabteilung
Die Statistikkommission beaufsichtigt die Arbeiten der UN-Statistikabteilung. Zu den Aufgaben der Statistikabteilung der UN (UNSD) gehören:
- die internationale Vergleichbarkeit von statistischen Daten und die Zusammenarbeit der nationalen Statistikämter zu fördern (Committee for the Coordination of Statistical Activities CCSA)
- ethische Grundsätze im Rahmen der Statistik zu formulieren
- Nomenklaturen, Methoden und Indikatoren zu definieren
- die Standards für die weltweite Statistik zu entwickeln
- im Rahmen der Millennium-Entwicklungsziele die Sammlung der für die Auswertung nötigen statistischen Daten zu koordinieren.

Sie entwickelt Länder- oder Gebietscodes für statistische Zwecke. Dabei verwendet sie sowohl dreistellige numerische Codes als auch dreistellige alphabetische Codes, die von der ISO vergeben werden (vgl. ISO 3166 und ISO-3166-1-Kodierliste).
Die UNSD definiert darüber hinaus Regionale Gliederungen und fasst dazu Länder und Gebiete zusammen. Diese Zusammenfassungen dienen statistischen Zwecken, werden aber auch in anderen Zusammenhängen (z. B. in der Wikipedia) verwendet.
Seit Juli 2014 ist der deutsche Wirtschaftswissenschaftler Stefan Schweinfest Direktor der UNSD.